# Гринцево (Лебединский район)
Гринцево (укр. Гринцеве) — село,
Гринцевский сельский совет,
Лебединский район,
Сумская область,
Украина.
Код КОАТУУ — 5922983201.
Является административным центром Гринцевского сельского совета, в который, кроме того, входят сёла Гамалиевка,
Дмитровка, Дружное, Ключиновка, Мирное, Мироновщина, Подсулье, Протопоповщина и Яснополье.

## География
Село Гринцево находится на водоразделе рек Сула и Грунь.
Село состоит из двух частей, разнесённых на расстояние в 1 км. На расстоянии в 1 км расположены сёла Ключиновка, Мирное и Протопоповщина. 
По селу протекает пересыхающий ручей с запрудой.

## Население
Население села по переписи 2001 года составляло 470 человек .

### Известные люди
- Бражник, Иван Андреевич (1897—1965) — советский спортсмен, тренер и педагог.

## История
- Основано около 1670 года как село Ополоневка.
- 1977 год — переименовано в село Гринцево.

## Экономика
- Свинотоварная ферма.
- «Гринцево», ООО.

## Объекты социальной сферы
- Детский сад.
- Школа.
- Дом культуры.